# Chiesa dell'Immacolata degli Operatori Sanitari
La chiesa dell'Immacolata è una chiesa di Napoli; è sita nel centro storico, in piazza Dante. Nelle sue immediate vicinanze sorgono le chiese monumentali: Santa Maria di Caravaggio, San Domenico Soriano, San Michele Arcangelo.

## Storia e descrizione
L'edificio fu costruito nella seconda metà del XIX secolo dal secondo Marchese di Casalicchio, Felice Tommasi, nell'ambito della ristrutturazione del suo palazzo, al civico 22 di piazza Dante, e di quello adiacente, al civico 67 di via Bellini, da lui acquisito. Destinata al culto pubblico, è in ogni caso collegata all'appartamento padronale da una scale interna e da un coretto. Ha un interno sobrio, di forma rettangolare,  con altare maggiore, ora abrogato, e quadro della Immacolata. La facciata si svolge secondo due ordini: il primo è caratterizzato dal portale affiancato da una coppia di lesene composite di ordine corinzio, mentre il secondo presenta una finestra a tutto sesto sovrastata da un timpano triangolare. La chiesa è stata detenuta per decenni dall'Associazione cattolica degli Operatori Sanitari.
La chiesa è quasi sempre chiusa.